# Litoria amboinensis
Litoria amboinensis är en groddjursart som först beskrevs av Horst 1883.  Litoria amboinensis ingår i släktet Litoria och familjen lövgrodor. IUCN kategoriserar arten globalt som livskraftig. Inga underarter finns listade i Catalogue of Life.